# Scream! (Six Flags Magic Mountain)
Pour les articles homonymes, voir Scream.
Scream! sont des montagnes russes du parc Six Flags Magic Mountain, localisé à Valencia près de Santa Clarita en Californie, dans la banlieue nord de Los Angeles, aux États-Unis.

## Parcours
Le parcours de Scream! comporte 7 inversions : un looping vertical haut de 39 mètres, un looping plongeant haut de 29,3 mètres, un zero-G roll, un Cobra roll (deux inversions) et des tire-bouchons entrelacés.

## Trains
Scream! a 3 trains de 8 wagons. Les passagers sont placés à 4 sur un seul rang pour un total de 32 passagers par train.

## Galerie

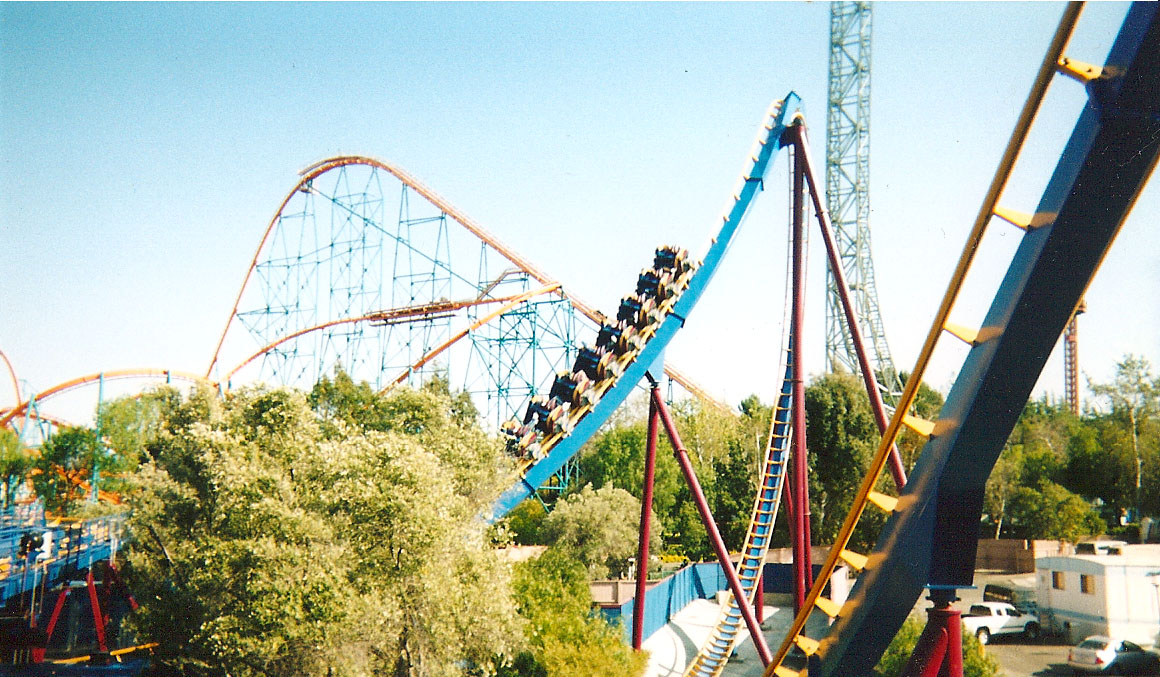
Scream!, en arrière-plan Goliath.
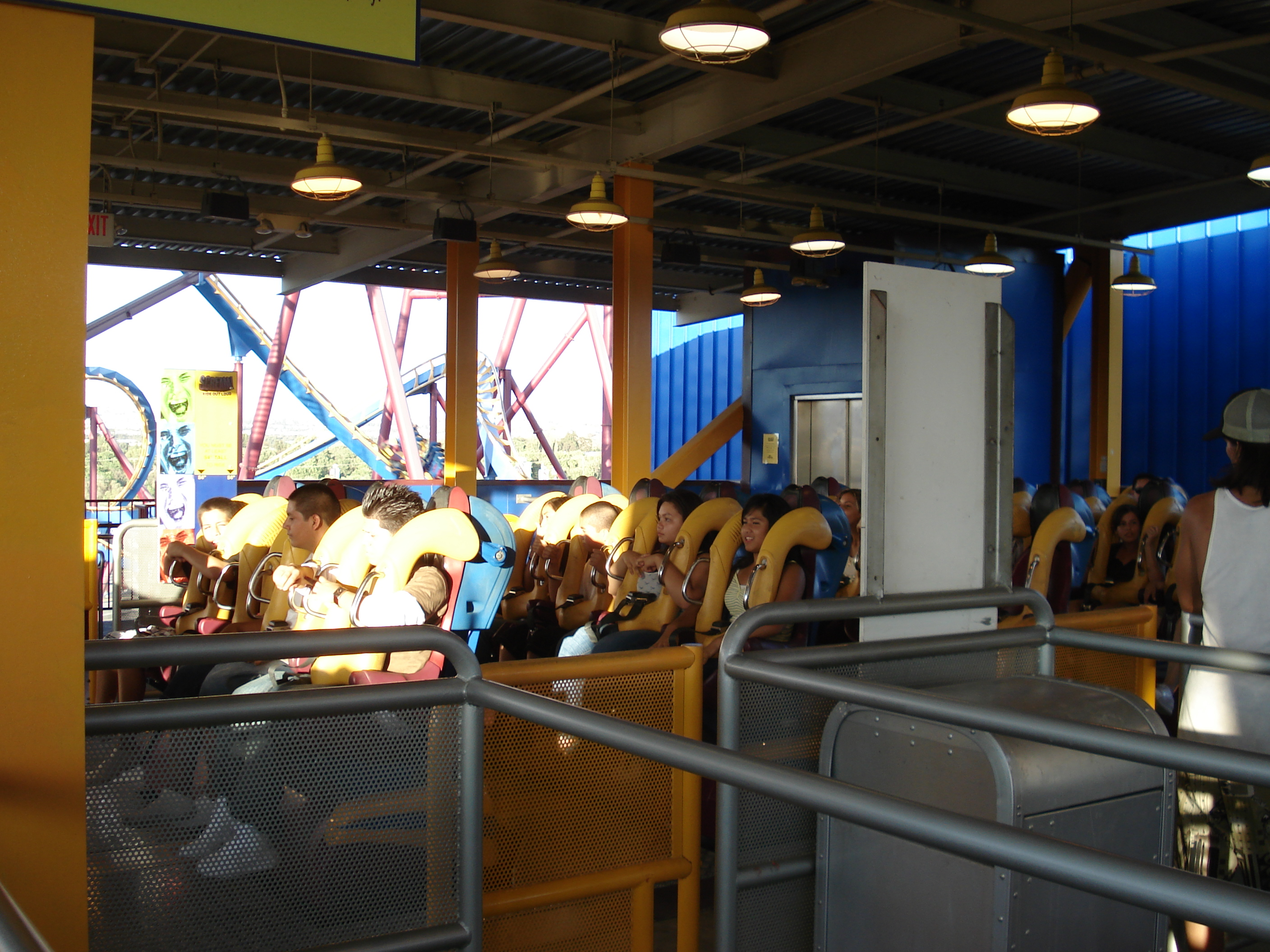
La station.
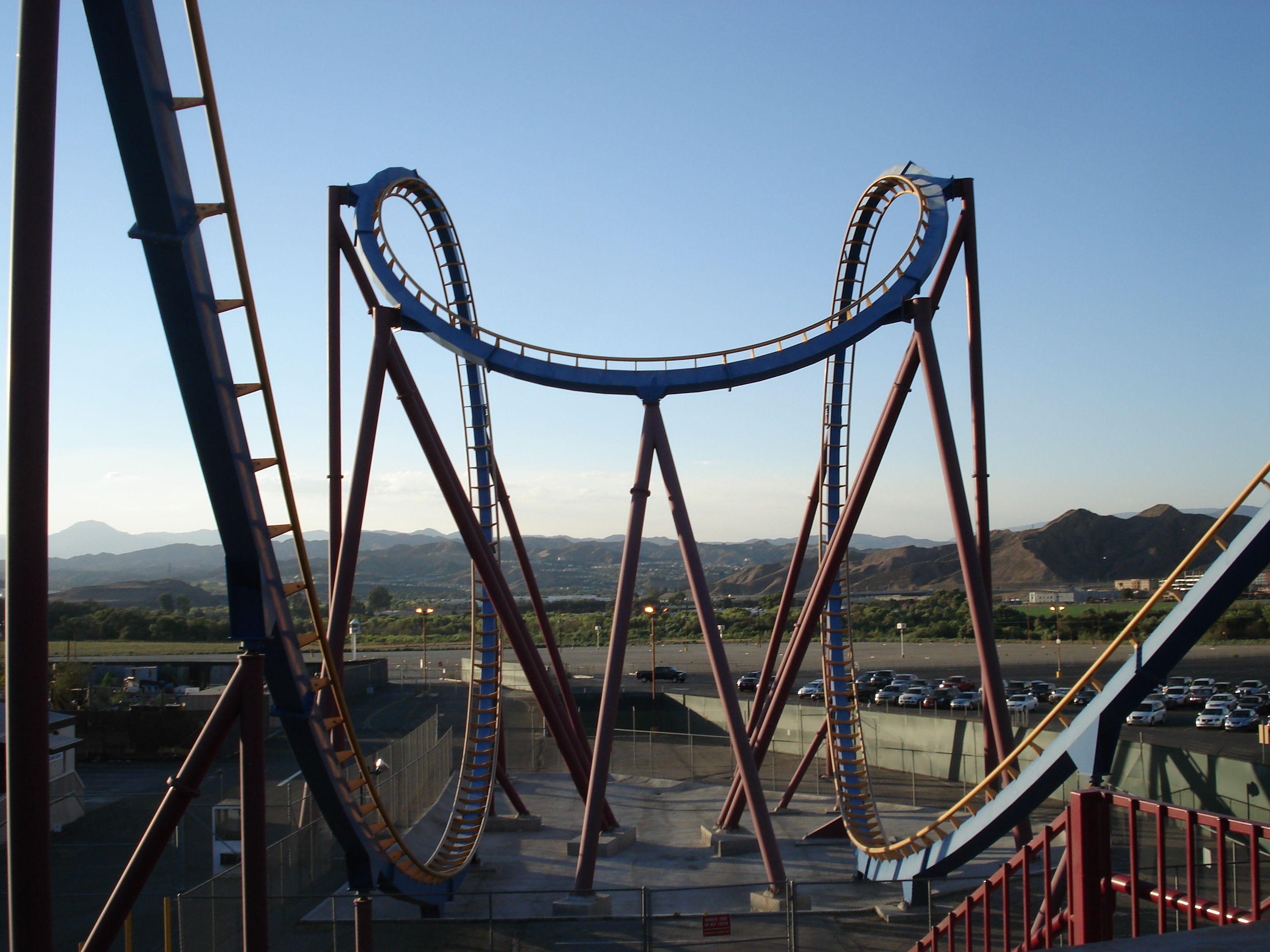
Cobra-roll.
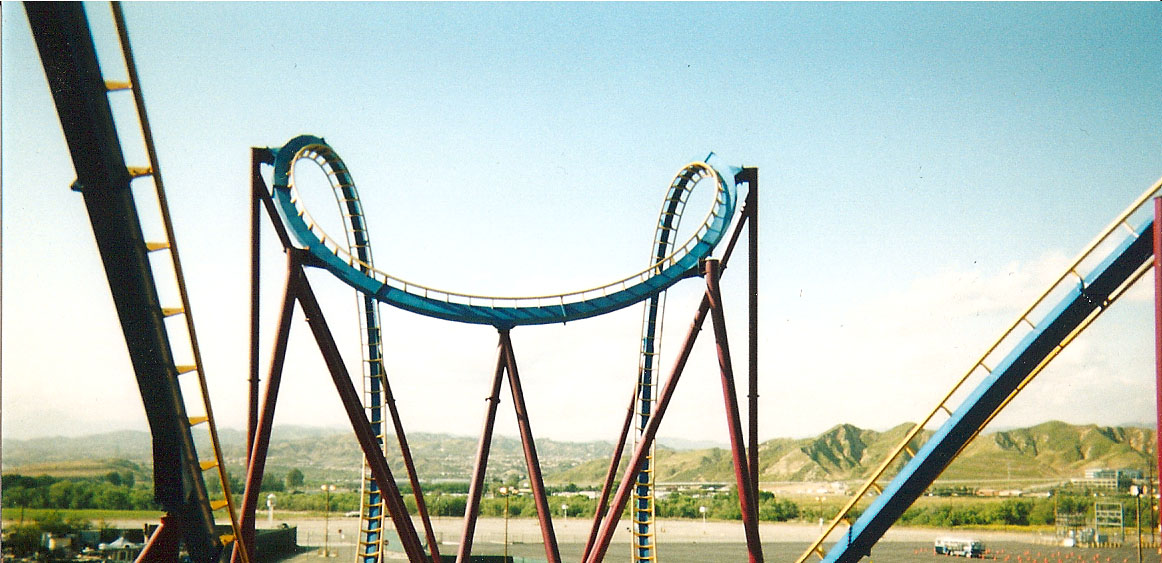
Cobra-roll.
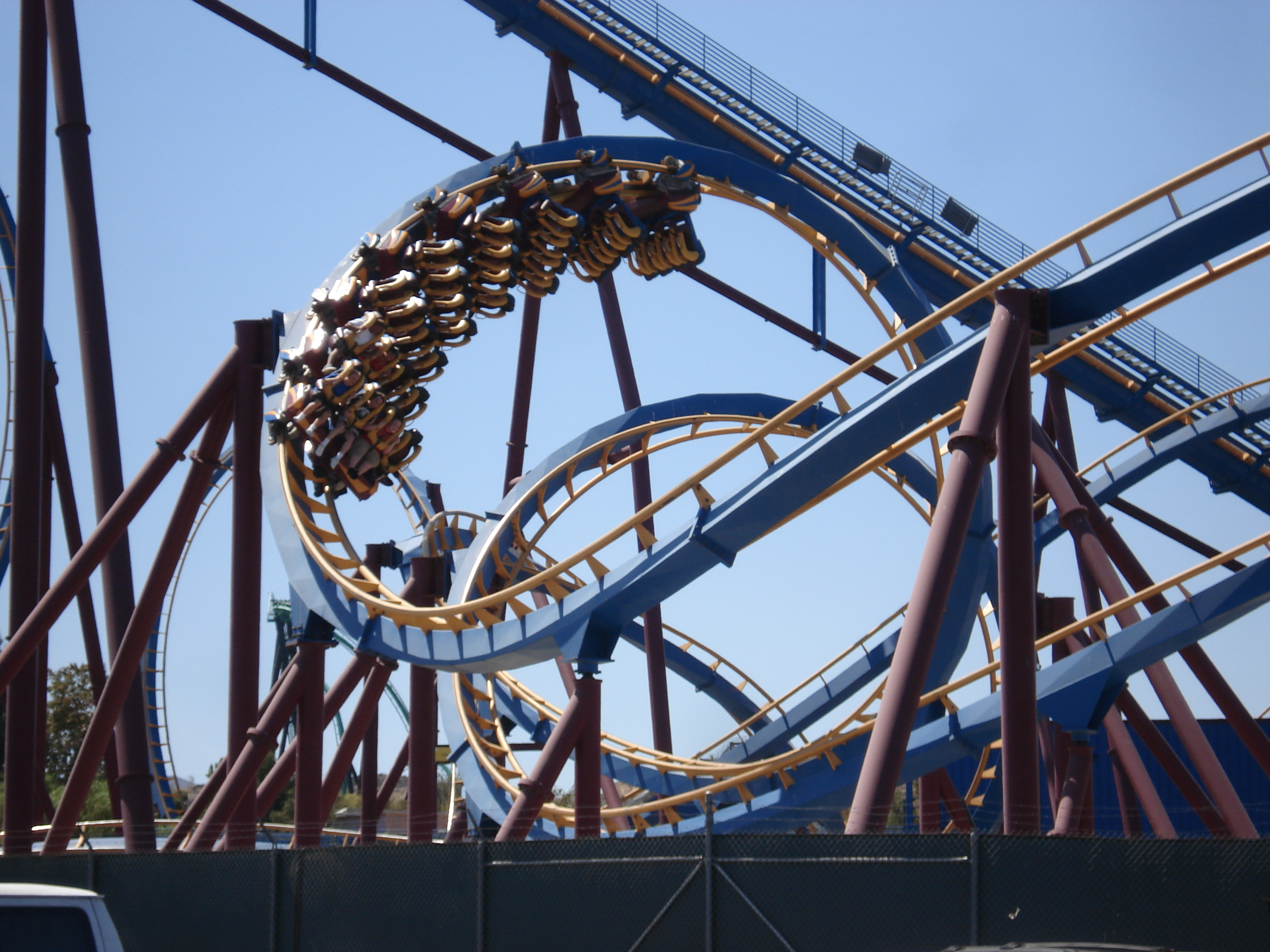
Corkscrew.
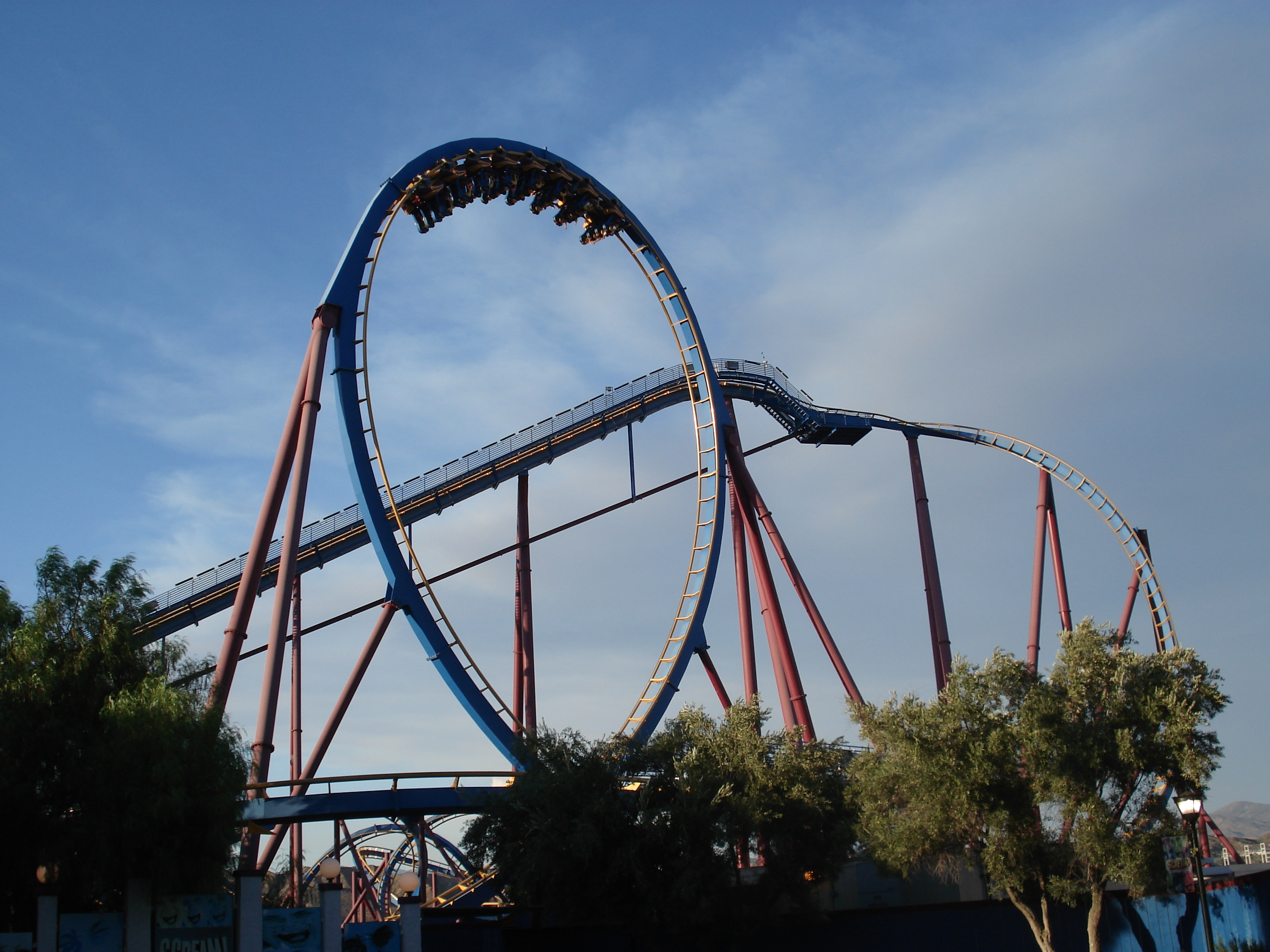
Looping.
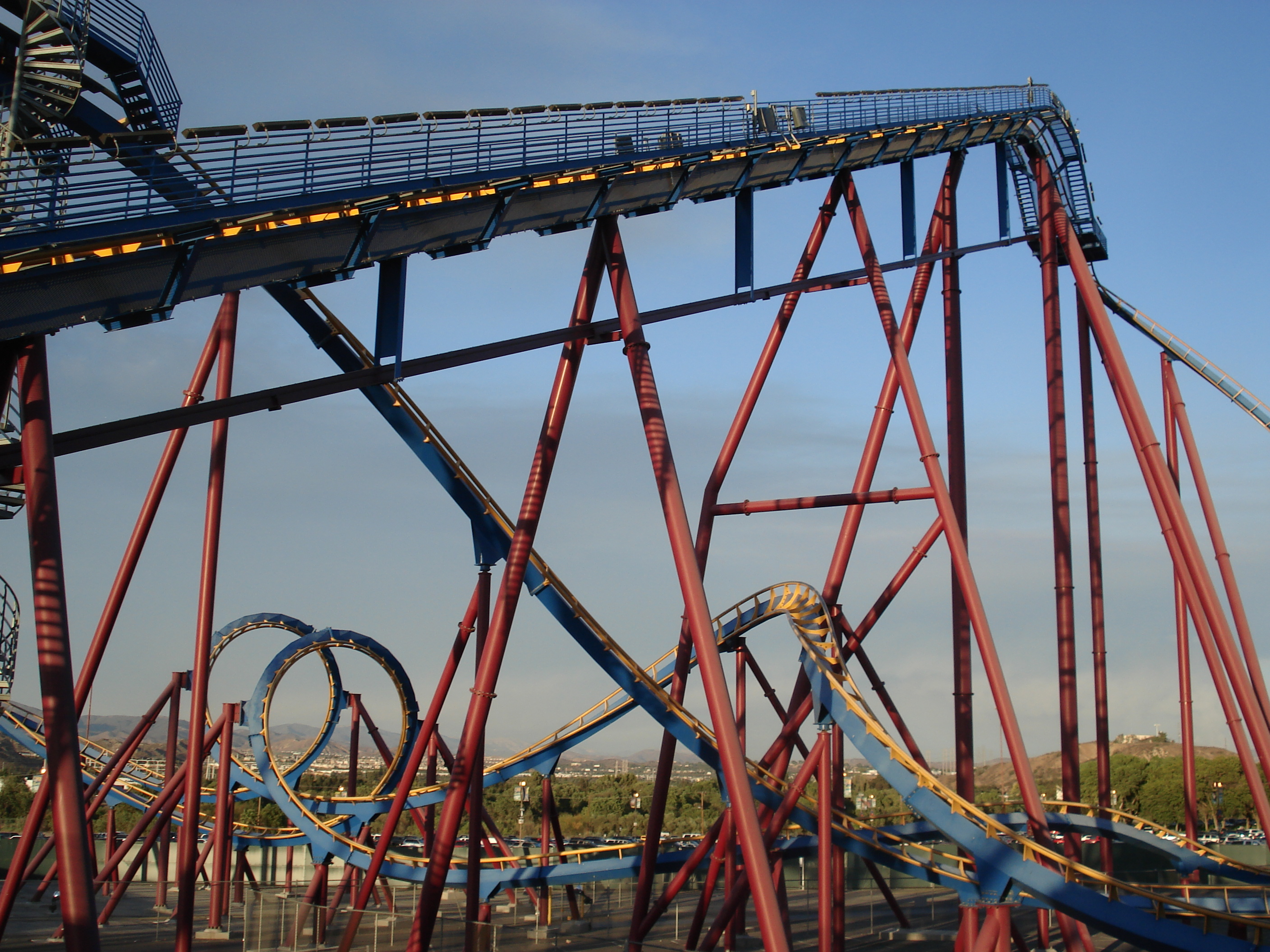
Lift.
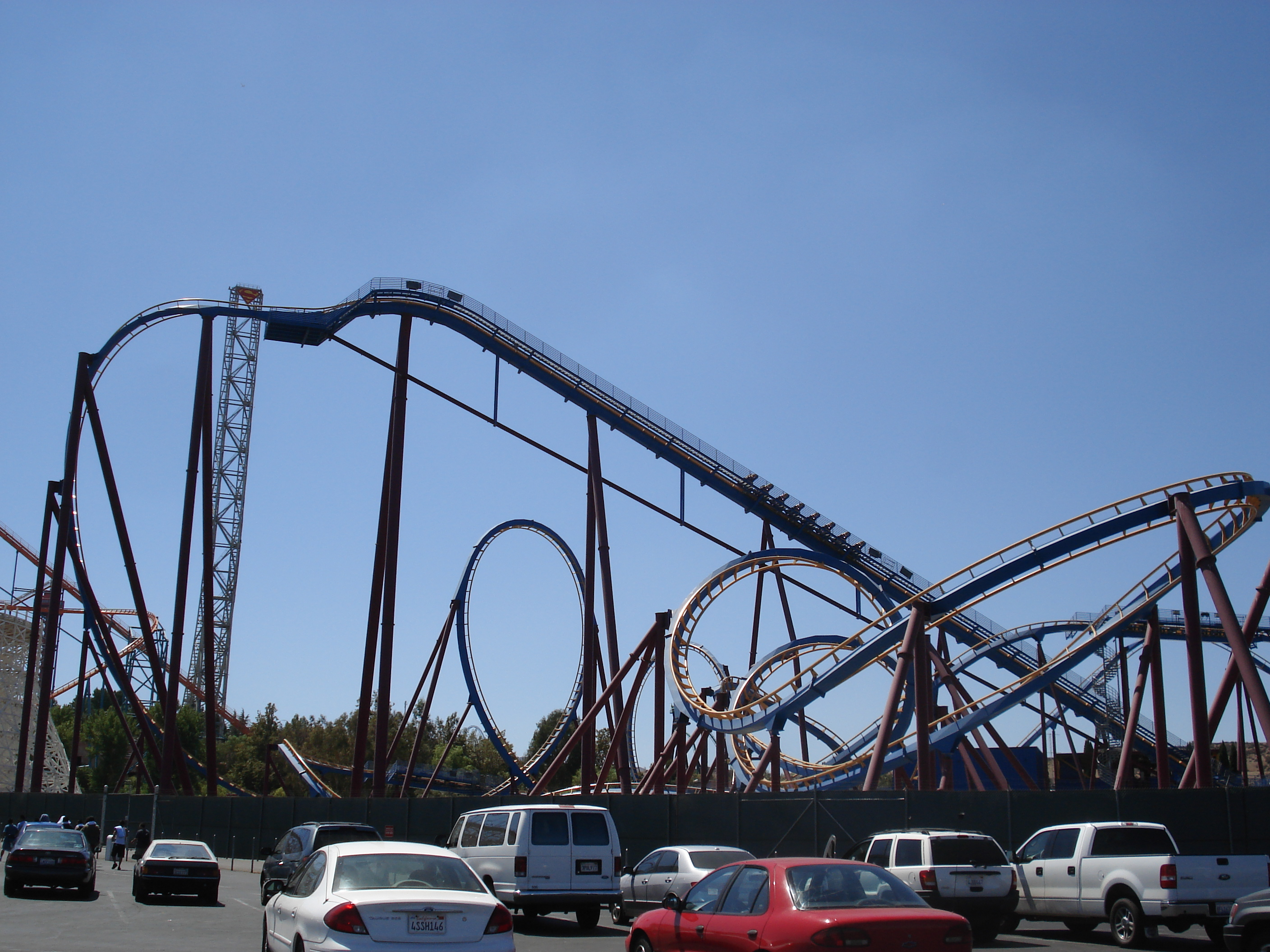
Vue générale.
- Vidéo du looping vertical.
- Vidéo du looping plongeant.